# 中尾充宏
中尾 充宏（なかお みつひろ、1947年9月17日 - ） は、日本の数学者。九州大学名誉教授。九州大学主幹教授や、佐世保工業高等専門学校校長、早稲田大学教授などを歴任した。文部科学大臣表彰科学技術賞、秋季賞等受賞。

## 人物・経歴
長崎県佐世保市出身。1968年佐世保工業高等専門学校機械工学科卒業。1972年九州大学理学部数学科卒業。1974年九州大学大学院理学研究科修士課程数学専攻修了、日本電信電話公社横須賀電気通信研究所研究員。1976年日本電信電話公社横須賀電気通信研究所研究主任。
1980年九州大学理学部助手。1982年九州工業大学工学部講師。1984年九州工業大学工学部助教授、九州大学理学博士。1988年九州大学理学部助教授。1994年九州大学大学院数理学研究科教授。1999年文部省理学視学委員。2000年九州大学大学院数理学研究院教授、九州大学評議員。2002年九州大学大学院数理学研究院院長。2003年21世紀COEプログラム「機能数理学の構築と展開」拠点リーダー。2006年日本学術会議連携会員。
2007年九州大学産業技術数理研究センターセンター長、京都大学数理解析研究所運営委員。2008年井上科学振興財団選考委員会委員。2009年九州大学主幹教授。2010年佐世保工業高等専門学校校長。2012年大学評価・学位授与機構外部検証委員会委員。2016年早稲田大学理工学術院教授、早稲田大学理工学術院総合研究所上級研究員。

## 受賞
- ナイスステップな研究者 2007[2]
- 日本応用数理学会論文賞 2011[2]
- 日本応用数理学会フェロー 2011[2]
- 日本数学会賞秋季賞 2012[2]
- 文部科学大臣表彰科学技術賞（研究部門） 2014[2]